# Гок (острів)
Острів Гок (англ. Hawke Island) — невеликий острів біля узбережжя Лабрадору. На сході острова є гавань, звана Гок-Гарбор, або іноді Гок-Бей. Китобійна компанія Ньюфаундленда експлуатувала китобійну станцію в гавані Гок наприкінці 1930-х. Інші затоки — Іґл-Ков і затока Каплін.